# Kim Jong-shin
Kim Jong-shin (* 17. Mai 1970) ist ein ehemaliger südkoreanischer Ringer. Er wurde 1989 Weltmeister und gewann bei den Olympischen Spielen 1992 eine Silbermedaille, jeweils im freien Stil im Halbfliegengewicht.

## Werdegang
Kim Jong-shin begann als Jugendlicher 1984 mit dem Ringen. Er gehörte dem Sportclub Samsung Seoul an und wurde von Wan An-je trainiert. Er startete nur im freien Stil. Bei einer Größe von 1,56 Metern rang er meistens in der leichtesten Gewichtsklasse beim Ringen der Männer, dem Halbfliegengewicht, das sein Gewichtslimit bei 48 kg hatte. Gegen Ende seiner Laufbahn wechselte er in die nächsthöhere Gewichtsklasse, das Fliegengewicht, mit einem Gewichtslimit von 52 kg Körpergewicht.
1987 startete er erstmals bei einer internationalen Meisterschaft, der Junioren-Weltmeisterschaft (Espoirs = bis zum 20. Lebensjahr) in Burnaby/Kanada und gewann im Halbfliegengewicht hinter Gnel Medschlumjan, Sowjetunion und Erin Millsap, Vereinigte Staaten, eine Bronzemedaille. Ein Jahr später, 1988, gewann er bei der Junioren-Weltmeisterschaft (Juniors = bis zum 18. Lebensjahr) in Wolfurt/Österreich dann sogar den Weltmeistertitel vor Luwsan–Ischiin Sergelenbaatar aus der Mongolei. Im  Dezember 1988 siegte er noch bei der Asienmeisterschaft in Islamabad im Halbfliegengewicht vor Li Hak-son aus Nordkorea. Bei den Olympischen Spielen 1988 in Seoul wurde er aber noch nicht eingesetzt.
1989 startete Kim Jong-shin beim Großen Preis von Deutschland in Bonn und belegte dort hinter Romică Rașovan, Rumänien, aber noch vor Reiner Heugabel aus Deutschland den 2. Platz. Bei den Asienmeisterschaften 1989 in Oarai Ibarak/Japan belegte er hinter Chodognamuugiin Batbadral, Mongolei und Kim Soon-chol, Nordkorea den 3. Platz. Noch im gleichen Jahr kam er dann bei der Weltmeisterschaft im schweizerischen Martigny zu seinem größten Erfolg in seiner Laufbahn, denn er wurde dort im Halbfliegengewicht vor Li Hak-son, Gnel Medschlumjan und İlyas Şükrüoğlu, Türkei, Weltmeister.
Bei der Weltmeisterschaft 1990 war Kim Jong-shin nicht am Start. Er wurde aber in Peking Asienmeister vor Ombir Singh, Indien und Tserenbaataryn Chosbajar aus der Mongolei. 1991 nahm er bei der Weltmeisterschaft in Warna teil. Er gewann dort im Halbfliegengewicht hinter Wugar Orudschow, Sowjetunion und Kim Il-ong, Nordkorea, und vor Reiner Heugabel die Bronzemedaille. 1992 ging er auch bei den Olympischen Spielen in Barcelona an den Start. Er kämpfte sich dabei mit Siegen über Romică Rașovan, Francisco Jairez Sanchez Parra, Spanien, Chen Zheng Bin, China, Tserenbaataryn Chosbajar, Mongolei und Tim Vanni, Vereinigte Staaten, bis in das Finale vor, in dem er aber gegen seinen nordkoreanischen Landsmann Kim Il verlor und mit der Silbermedaille heimreisen musste.
Im Jahre 1995 verzeichnete Kim Jong-shin dann noch einmal einen großen Erfolg, als er sich bei der Asienmeisterschaft in Manila im Fliegengewicht vor Mais Ibadow aus Usbekistan und Karim Hossein aus dem Iran den Titel  holte. Er startete in diesem Jahr noch einmal bei der Weltmeisterschaft in Atlanta, kam dort aber nur auf den 14. Platz.

## Internationale Erfolge
| Jahr | Platz  | Wettbewerb                                  | Gewichtsklasse | Ergebnisse |
| 1987 | 3.     | Junioren-WM (Espoirs) in Burnaby/Kanada     | Halbfliegen    | hinter Gnel Medschlumjan, Sowjetunion und Erin Millsapp, USA |
| 1988 | 1.     | Junioren-WM (Juniors) in Wolfurt/Österreich | bis 50 kg      | vor Luwsan–Ischiin Sergelenbaatar, Mongolei, Naizum Alidschanow, Sowjetunion und Kim Gwang-il, Nordkorea                                                                                     |
| 1988 | 2.     | Asienmeisterschaft in Islamabad             | Halbfliegen    | hinter Li Hak-son, Nordkorea, vor Rahmaty Nodar, Iran und Dalai Hashen, China |
| 1989 | 2.     | Großer Preis von Deutschland in Bonn        | Halbfliegen    | hinter Romică Rașovan, Rumänien, vor Reiner Heugabel, Deutschland und Adgun Polija, Sowjetunion                                                                                              |
| 1989 | 1.     | Weltcup in Toledo                           | Halbfliegen    | vor Sergei Karamtschakow, Sowjetunion, Aldo Martínez, Kuba und Tim Vanni, USA |
| 1989 | 3.     | Asienmeisterschaft in Oarai Ibarak/Japan    | Halbfliegen    | hinter Chodognamuugiin Batbadral, Mongolei und Kim Soon-chol, Nordkorea |
| 1989 | 1.     | WM in Martigny/Schweiz                      | Halbfliegen    | vor Li Hak-son, Gnel Medschlumjan und İlyas Şükrüoğlu, Türkei |
| 1990 | 5.     | Großer Preis von Deutschland in Saarbrücken | Halbfliegen    | Sieger: Romică Rașovan vor Francisco Borrero, Kuba |
| 1990 | 1.     | Asienmeisterschaft in Peking                | Halbfliegen    | vor Ombir Singh, Indien, Tserenbaataryn Chosbajar, Mongolei und Li Ming, China |
| 1991 | 1.     | Weltcup in Toledo                           | Halbfliegen    | vor Aldo Martínez und Cory Blaze, USA |
| 1991 | 3.     | WM in Warna                                 | Halbfliegen    | hinter Wugar Orudschow, Sowjetunion und Kim Il-ong, Nordkorea, vor Reiner Heugabel und Romică Rașovan                                                                                        |
| 1992 | Silber | OS in Barcelona                             | Halbfliegen    | nach Siegen über Romică Rașovan, Francisco Jairez Sanchez Parra, Spanien, Chen Zheng Bin, China, Tserenbaataryn Chosbajar, Mongolei und Tim Vanni, USA und einer Niederlage gegen Kim Il-ong |
| 1994 | 5.     | Asienspiele in Hiroshima                    | Fliegen        | hinter Maulen Mamirow, Kasachstan, Dege Dun, China, Nurdin Donbajew, Kirgisistan und Gholamreza Mohammadi, Iran                                                                              |
| 1995 | 1.     | Asienmeisterschaft in Manila                | Fliegen        | vor Mais Ibadow, Usbekistan, Karim Hossein, Iran und Nurdin Donbajew |
| 1995 | 14.    | WM in Atlanta                               | Fliegen        | Sieger: Walentin Jordanow, Bulgarien vor Gholamreza Mohammadi und Larry Zeke Jones, USA |

## Erläuterungen
- alle Wettkämpfe im freien Stil
- OS = Olympische Spiele, WM = Weltmeisterschaft
- Halbfliegengewicht, Gewichtsklasse bis 48 kg, Fliegengewicht, bis 52 kg Körpergewicht